# Grüt
Grüt ist eine Aussenwacht der Gemeinde Gossau (Bezirk Hinwil) im Kanton Zürich in der Schweiz.

## Geographie
Grüt liegt in der Drumlinlandschaft des Zürcher Oberlandes.

## Geschichte

### Mittelalter
Die Wacht Grüt erscheint, verglichen mit anderen Ortsteilen Gossaus, vergleichsweise spät in Urkunden, erstmals im Jahr 1267. Ihr Name leitet sich vom mittelhochdeutschen Begriff für «Roden» ab. Die Einwohner des Dorfes waren leibeigene Kleinbauern, die dem Ritterhaus im benachbarten Bubikon zehntenpflichtig waren. 
Als einziger Ortsteil der Gemeinde Gossau wurde Grüt im Alten Zürichkrieg 1440 dem Erdboden gleichgemacht. In den folgenden 50 Jahren wurde das Dorf wieder aufgebaut. Für die Einwohner lohnte sich die Anstrengung, denn die Bodenverhältnisse eigneten sich gut für den Ackerbau, der nach dem System der ertragreichen Dreizelgenwirtschaft betrieben wurde. Der Weiler Bönler, der heute zur Wacht Grüt gehört, hatte eine interessante Sonderstellung: Gegründet von Aussiedlern aus dem Dorf Unterwetzikon, lag er ursprünglich ausserhalb des Dorfetters auf dessen Allmend(e). Wann er zu Grüt kam, ist nicht überliefert.

### Neuzeit
Im 18. und 19. Jahrhundert entwickelte sich Grüt analog zu den anderen Wachten Gossaus. Die Kleinbauern besserten ihr Einkommen mit Heimarbeit auf, deren Niedergang Mitte des 19. Jahrhunderts ihnen die Existenzgrundlage entzog. Die sogenannte Protoindustrie liess in Grüt, wie im ganzen ländlichen Gebiet des Kantons Zürich, einen besonderen Haustyp entstehen, den Flarz, erkennbar an den meist durchgehenden Fensterfronten im Erdgeschoss. Die in der Regel nach Süden ausgerichteten Fenster liessen für die Heimarbeit am Webstuhl oder Spinnrad genügend Licht herein.
Die Entwicklung des Hausbaus im Zürcher Oberland ist eng mit der früheren Gesetzgebung verbunden. Demnach konnte nur das Bürgerrecht eines Dorfes erwerben, wer eine Unterkunft innerhalb des Etters nachweisen oder erwerben konnte. Mit solchen Bestimmungen wollten die frühen Dorfgemeinden den Zuzug von – vor allem armengenössigen – Fremden erschweren. Der Bau neuer Häuser war streng reglementiert. So entwickelte sich die Gewohnheit, dass Familien für ihre erwachsenen Kinder einfach einen weiteren Hausteil an das bestehende Haus anbauten. Auf diese Weise wurden die Dörfer nach innen verdichtet, wobei ineinander verschachtelte Häuserkomplexe entstanden. 

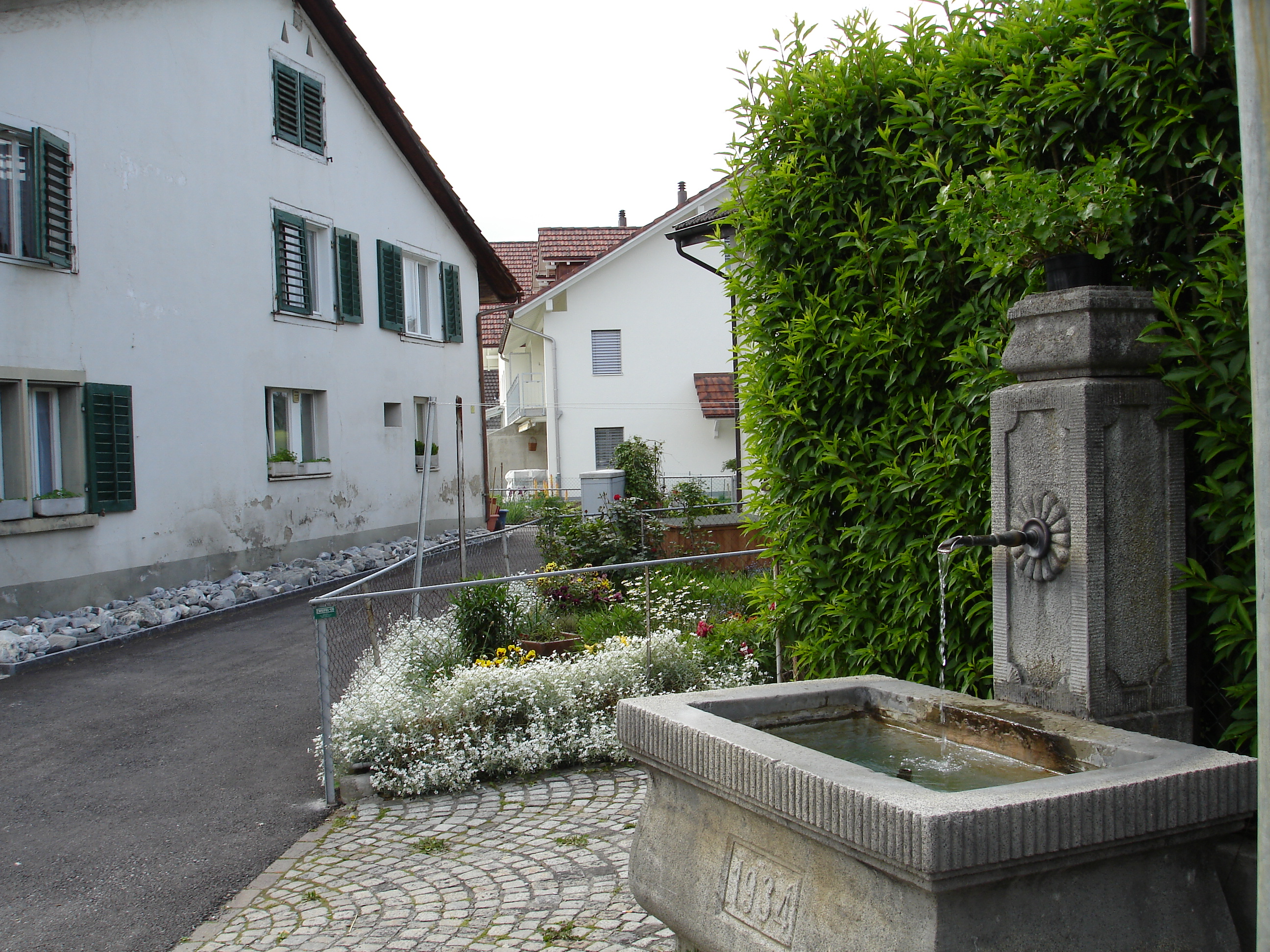
Alter Dorfkern von Grüt

Noch bis in die 1830er Jahre pflegten Schweizer Dörfer die Praxis, die Bewohnerzahl möglichst tief zu halten und das Siedlungsgebiet nicht über den Etter hinaus zu vergrössern, um so ihren gemeinsamen Besitz, die Weiden und Wälder (Allmend), vor der Übernutzung zu schonen. Ein nicht unbeträchtlicher Teil der Grütner Allmend bestand – wie in den anderen Gossauer Wachten auch – aus Riedland, das sich nicht für den Ackerbau eignete. Genutzt wurden hier vor allem das Gras der Streuwiesen und der Torf, der als Brennstoff diente. Im Zweiten Weltkrieg wurde in Gossau ein grosser Teil dieser Riedlandschaften im Rahmen der Anbauschlacht melioriert und zu Ackerland umgewandelt. Nur wenige Reste sind übrig geblieben, in Grüt das Seewadel, das heute unter Naturschutz steht.
Ab 1950 erfuhr Grüt ein geradezu explosives Bevölkerungswachstum, nicht zuletzt dank seiner Lage nahe bei Wetzikon, das über Eisenbahnanschlüsse in die Städte Zürich und Rapperswil verfügt. Innerhalb von 20 Jahren verdreifachte sich die Einwohnerzahl. Das Ortsbild veränderte sich in der Folge stark, auch wenn das Wachstum mittlerweile nachgelassen hat. Während im alten Dorfkern Grüts noch immer einige der alten Flarze mit ihren charakteristischen Heimarbeiterfenstern zu sehen sind, wird der Gossauer Ortsteil mittlerweile von zahlreichen neuen Wohnsiedlungen geprägt.

## Politik
Politisch gehört Grüt zur Zürcher Oberländer Gemeinde Gossau im Bezirk Hinwil. In Grüt leben ca. 2100 Menschen (2012).

## Wirtschaft und Infrastruktur
Grüt besitzt einen Volg, eine darin enthaltene Poststelle (PLZ 8624), einen Damen- und Herrencoiffeur, ein Blumengeschäft, ein Glockengeschäft, einen Reitladen, eine Tankstelle, zwei Autogaragen sowie weitere, kleinere Unternehmen.

### Verkehr
Früher fuhr die Wetzikon-Meilen-Bahn, eine Überlandstrassenbahn, durch Grüt. Heute ist nur noch die Hauptstrasse Wetzikon–Gossau bzw. Wetzikon–Ottikon benutzt. Der Anschluss an den öffentlichen Verkehr ist aufgrund der Nähe zu Wetzikon gewährleistet. Die Autobusse der Verkehrsbetriebe Zürichsee und Oberland (VZO) verkehren während den Haupt- und Nebenverkehrszeiten viertelstündlich nach Gossau und Wetzikon, abends und an Wochenenden werden die Haltestellen halbstündlich bedient.

## Persönlichkeiten
- Randy Krummenacher (* 1990), Motorradrennfahrer
- Hank Shizzoe (* 1966 als Thomas Erb), Sänger, Songwriter und Gitarrist